# Voeltzkowia mira
Voeltzkowia mira е вид влечуго от семейство Сцинкови (Scincidae). Видът е застрашен от изчезване.

## Разпространение и местообитание
Разпространен е в Мадагаскар.
Обитава гористи местности и места с песъчлива почва.

## Описание
Популацията на вида е намаляваща.